# Владімір Сироватка
Владімір Сироватка (чеськ. Vladimír Syrovátka; 19 червня 1908, м. Здолбунів — 14 вересня 1973, м. Прага) — чехословацький спортсмен-каноїст українського походження, олімпійський чемпіон, що виграв золоту медаль Олімпійських ігор в Берліні 1936 року. Прізвисько «Рус» (чеськ. Rus).

## Життєпис
Народився у м. Здолбунів, нині Рівненська область, Україна, тоді Волинська губернія, Російська імперія. Навчався на авіаконстуктора.
1936 року в складі збірної Чехословацької Республіки брав участь в Олімпійських іграх в Берліні. У змаганнях на каное-двійці на 1000 метрів став Олімпійським чемпіоном разом з Яном Брзаком-Феліксом.
Після Олімпіади закінчив активну спортивну кар'єру, перейшов на тренерську роботу. Тренував збірні Німеччини, Чехословаччини та Швеції. Займався виробництвом лиж, які на його честь називали «русовки» («rusovky»).
Помер у м. Прага, Чехословаччина, нині Чехія.